# Par habitude (film, 1932)
Pour les articles homonymes, voir Par habitude (homonymie).
Pour plus de détails, voir Fiche technique et Distribution.
Par habitude est un moyen métrage français réalisé par Maurice Cammage, sorti en 1932.

## Synopsis
Valentin a fait le vœu, à la mort de son oncle, de s'enivrer, tous les jours, pendant six mois. Jugé sans moralité, il est expulsé de son appartement. Le soir même, à nouveau ivre, il s'y introduit, par habitude, alors qu'il est habité par de nouveaux locataires. Il trouve une dame dans son lit. Le mari de celle-ci rentre et découvre des indices qui lui font douter de la fidélité de sa femme. Il lui demande des explications, jusqu'à ce que Valentin, qui s'était endormi dans la salle de bain, lui avoue la triste vérité.

## Fiche technique
- Titre original : Par habitude
- Réalisation : Maurice Cammage
- Scénario : D'après la comédie en un acte d'Abel Tarride et François Vernayre, créée en 1903 au Théâtre des Mathurins
- Adaptation et dialogues : Maurice Cammage
- Images : Ganzli Walter
- Son : Maurice Carrouet (système d'enregistrement : Gaumont-Petersen-Poulsen)
- Musique : Gaston Ouvrard
- Chanson : Ah!, Eh!, dis-donc, paroles de Jean Manse, musique de Gaston Ouvrard, interprétée par Fernandel, gravée sur disque Polydor - référence 522.641.
- Producteur : Alex Nalpas
- Société de production : Eclair, Nicaea-Films
- Tournage et développement dans les studios Nicaeca-Films de Saint-Laurent-du-Var
- Pellicule : Kodak
- Pays :  France
- Format : Noir et blanc - Son mono - 1,37:1
- Genre : Comédie
- Durée : 31 min, pour une longueur de 850 m
- Année de sortie en France : 1932

## Distribution
- Fernandel : Valentin Bourgeasse
- Gaby Basset : Gaby Roussel
- Pierre Finaly : Joseph
- Henriette Clairval : La concierge
- Georges Térof : Roussel